# Przedsiębiorstwo Komunikacji Samochodowej w Ostrowcu Świętokrzyskim
Przedsiębiorstwo Komunikacji Samochodowej w Ostrowcu Świętokrzyskim Spółka Akcyjna, to firma zajmująca się usługami związanymi z rozkładowym transportem pasażerskim i transportem w komunikacji miejskiej. Świadczy także usługi wynajmu autokarów, uwzględniające indywidualną specyfikę i ich potrzeby.

## Historia
Ostrowiecki PKS powstał 1 sierpnia 1946 roku. W 1949 roku na bazie dotychczasowej Stacji PKS powołano Ekspozyturę PKS w Ostrowcu Św. podległą pod Dyrekcję Okręgową PKS w Łodzi. W 1954 roku ostrowiecka Ekspozytura stworzyła placówkę terenową w Sandomierzu, która w momencie, gdy rozpoczęto budowę huty szkła w Sandomierzu stała się samodzielnym oddziałem PKS. W 1960 roku został utworzony, na bazie Ekspozytury, oddział PKS w Ostrowcu. W latach 60. ostrowiecki PKS obsługiwał kopalnię siarki w okolicach Staszowa oraz budowę na tym terenie kolejowej linii hutniczo-siarkowej LHS. Podobnie jak wcześniej w Sandomierzu, również w Staszowie powstał odrębny oddział PKS na bazie sprzętu i ludzi oddelegowanych przez PKS w Ostrowcu Świętokrtzyskim do placówek terenowych w Staszowie, Machowie i Grzybowie. W 1971 roku oddano do użytku nowy dworzec autobusowy w Lipsku. W 1974 zakończyła się budowa tymczasowego dworca w Ostrowcu Św., które służył do 1998 roku, kiedy to zbudowano nowy obiekt. 1 lipca 2001 roku Minister Skarbu Państwa Aktem Komercjalizacji Przedsiębiorstwa Państwowego przekształcił Przedsiębiorstwo PKS w Ostrowcu Świętokrzyskim w jednoosobową spółkę Skarbu Państwa. Tym samym począwszy od 1 listopada 2001 roku spółka działa pod nazwą: Przedsiębiorstwo Komunikacji Samochodowej w Ostrowcu Świętokrzyskim Spółka Akcyjna. 

## Połączenia

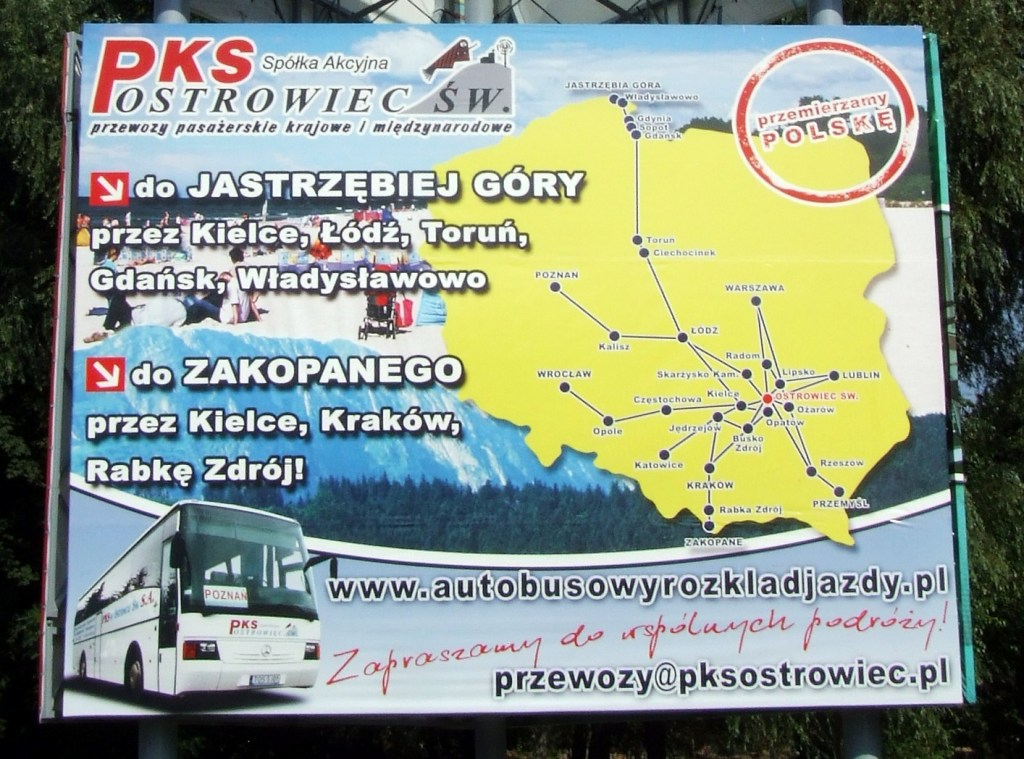
Bilbord obrazujący linie dalekobieżne obsługiwane przez PKS Ostrowiec

### Dalekobieżne
Korzystając z usług PKS Ostrowiec, bezpośrednio z Ostrowca, można dotrzeć do następujących miast: Kielc, Krakowa, Rabki-Zdroju, Lublina, Łodzi, Poznania, Przemyśla, Radomia, Rzeszowa, Kalisza, Piotrkowa Trybunalskiego, Warszawy, i Zakopanego. Ostrowiecki przewoźnik w lato wypuszcza specjalne linie do Ustki przez Skarżysko Kam., Kielce, Łódź, Bydgoszcz, Słupsk, Jastrzębiej Góry przez Kielce, Łódź, Toruń, Gdańsk, Łeby przez Skarżysko Kam., Radom, Płock, Toruń, Gdańsk. Latem dzięki tym kursom można bezpośrednio z Ostrowca dotrzeć także do Gdańska, Gdyni, Torunia czy Bydgoszczy.

### Lokalne
Ostrowiecki PKS obsługuje trasy w przybliżeniu pokrywające się z obszarem powiatów ostrowieckiego, opatowskiego i lipskiego. 

### Zawieszone
Z początkiem lata 2010 roku zawieszona została linia obsługiwana przez PKS Ostrowiec z Lublina do Wrocławia przez Ostrowiec Świętokrzyski, Kielce, Częstochowę, Opole. W tym samym roku zawieszono również kurs z Ostrowca Świętokrzyskiego do Katowic, który został wznowiony w marcu 2013 roku i był wykonywany zakupionymi w 2012 roku przez PKS busami - Mercedes Sprinter. Około października 2013 roku, ten kurs został ponownie zawieszony. Do zawieszonych należy również międzynarodowa linia, powstała w 2004 roku, do Włoch. Trasa tego kursu zaczynała się w Przemyślu. Prowadziła przez Rzeszów, Kraków, Katowice, Bielsko-Białą, Brno, Wiedeń, Wenecję i dalej przez wschodnie wybrzeże Włoch na południe do Lecce. Na potrzeby połączenia ostrowiecki PKS zakupił 2 nowoczesne autobusy - VolvoVolvo VolvoSunsundegui Sideral, na które została nałożona reklama tej linii, pomimo jej zawieszenia autobusy nadal jeżdżą z tą reklamą. Zawieszony został również kurs, utworzony przed EURO 2012, z Warszawy do Lwowa przez Lublin.

## Nagrody
Ostrowiecki PKS jest laureatem nagród, w tym m.in.:
- Za zasługi dla województwa kieleckiego
- Za zasługi dla województwa tarnobrzeskiego
- Za zasługi dla Ziemi Radomskiej
- medal Zasłużony dla Miasta Ostrowca Świętokrzyskiego
- dwukrotne wyróżnienie Medalem Komisji Edukacji Narodowej
- Firma Roku 2001 w Ostrowcu Św.
- Brylantowe Skrzydła 2004
- dwukrotnie Lider Regionu
- dwukrotnie Przedsiębiorstwo Fair Play
- Euro-Firma 2005
- Świętokrzyska Nagroda Jakości[1].